# 김용범 (공산주의자)

김용범(金鎔範, 1902년 8월 18일 ~ 1947년 9월 7일)은 일제강점기 한국의 공산주의 운동가이자 노동운동가, 조선민주주의인민공화국의 정치인이다. 조선로동당의 전신인 조선공산당 북조선분국의 제1비서를 지냈다. 소련 군정은 그를 북한 북조선로동당의 총책임자로 임명했지만 얼마 못가 사망하였다.
조선로동당의 전신인 조선공산당 북조선분국의 초대 당수로 1945년 10월 38도선 이북에 소련군이 주둔하자 소련 군정에 의해 조선공산당 서북5도당 총책임자직과 조선공산당 북조선분국 책임비서, 제1비서로 선임되었다. 1946년 8월 북조선로동당이 창설되자 북조선로동당 총비서로 선임되었지만 그해 8월 위암에 걸려 사망하였다. 그가 죽자 소련과 중국은 김일성과 박헌영 중 김일성을 북조선로동당 실권자로 선임하였다. 후에 조선민주주의인민공화국의 여성단체를 맡은 박정애는 그의 아내였다. 다른 이름은 용범(勇范)이다.

## 생애

### 젊은 시절
1902년 8월 18일 평안남도 안주군 연호면 용삼리에서 태어났으며 유년시절 서당에서 한학을 수학하다가 농업에 종사하였다. 1921년 한학 수학 경력을 인정받아 평양 대성학교 보통과에 4학년으로 편입학하고, 그해 3월 고향 안주군에서 이윤수(李允洙) 등과 함께 안주군 농지개량친목회를 창립하였다. 1922년 3월 대성학교 보통과를 졸업하였다. 1923년 만주로 건너가 막노동자과 농가 잡역부로 전전하며다가 1925년 중국공산당에 입당하였다. 이어 중국공산당 청년부에서 활동하며 조선공산청년회 만주지회를 창립하는데 참여하고, 1927년 조선공산당 만주지역 총국의 설립에도 참여하였다. 1929년 용정 동흥중학교에 입학했으며 동시에 공장의 노동자로 활동했다. 이듬해 동증중학교를 중퇴하고, 공장 노동자로 전전하던 중 1930년 7월 노동단체인 블라디보스토크 노동자구락부에 가입하였다.

### 모스크바 유학과 공산주의 활동
1930년 1월 코민테른(인터내셔널-제3인터내셔널) 원동아시아지부의 추천으로 모스크바 동방노력자공산대학 속성과에 입학하였다. 1932년 5월 졸업하였다. 1932년 귀국하여 평양에서 목공(木工)·전기공의 신분으로 조선공산당재건운동·적색노동조합 등의 지하공작을 전개하였고, 1935년 3월 주영하(朱寧河)와 함께 평양지방좌익노동조합 준비위원회 결성을 위해 노력하다 같은 해 9월 체포되어 3년간 복역하였다. 1932년 11월에는 1927년 5월 동아시아 지역 식민지 노동운동단체인 태평양노동조합의 서기국의 지시로 박정애와 함께 귀국, 평양으로 건너가 무력투쟁 중심의 비합법 노동조합인 적색노동조합을 조직하였다. 그러나 1935년 9월 전국 단위의 사회주의적 노동조합 결성을 시도하다가, 평양에서 주영하 등과 함께 치안유지법 위반으로 체포되어 재판받고 함흥형무소에 수감되었다.
1938년 석방되어 평양, 경성, 양주, 흥남 등을 떠돌며 목공, 철공(鐵工), 전기공 등의 인부, 일용 노동자생활을 하면서 야학활동과 지하 공산주의운동, 지하 노동조합 건립 활동을 계속하다가 검문을 피해 1941년 만주로 망명하였다. 이듬해 잠깐 입국했다가 다시 검거를 피해 1943년 만주로 피신하였다. 만주에서 노동조합 조직활동을 하다가 1945년 밀정의 밀고로 체포, 서대문형무소에 구금되었다가 평양형무소로 이감되었다. 그는 평양형무소에서 8.15 광복을 맞이하였다.

### 조선공산당 북조선분국 수립 운동
1945년 8월 16일 석방된 뒤 소련군 정치부에 연락하기 시작했고, 바로 평양시내에서 결성된 조선공산당 평안남도당 조직부장과 조선공산당 평남도당 책임비서에 선임되었다. 그해 9월 소련군의 38도선 이북 주둔 준비활동을 하였다. 9월 3일 현준혁이 평양에서 암살되자 혼란을 수습하고 소련군 주둔 준비활동을 계속하였다. 한편 소련의 조선공산당 북조선분국 설치를 놓고, 박헌영 등은 당의 본부가 서울에 있다는 이유로, 북조선분국 설치를 반대하자 김일성과 함께 북조선분국의 필요성을 설득하였다. 박헌영으로부터 서울에 있는 조선공산당의 지도를 받는 조건하에 조선로동당 북조선분국의 설치를 승인받았다.
1945년 10월 10일 평양에서 개최된 개최된 조선공산당 서북5도당 책임자 및 노력자대회를 소집하였다. 중앙위원회 대표 57명과 도당, 군지구당대표 180명을 소집한 그는 회의에서 즉시 소련의 지원으로 조선공산당 북조선분국 책임자이자 제1비서로 선임되었다. 그가 추대된 배경으로는 현준혁의 암살로 혼란해진 북조선에 공산당 건설 목적 및, 태평양 전쟁 당시 소련의 밀명을 받고 여러번 평양에 파견된 인물이라는 점이 크게 작용하였다. 제2비서에 오기섭과 무정을 선출했으며, 집행자의 한 사람으로 김일성을 선임하였다. 10월 14일 소련군이 평양에 주둔하자 소련 주둔군 환영대회의 사회자로서, 소련 주둔군 사령관 스티코프를 대신해 평양에 파견된 레베데프를 소개하였다.

### 북조선로동당 독립 및 최후
그는 조선로동당 북조선분국의 독립을 추진, 1946년 6월 22일 분국 제7차회의에서 명칭을 북조선공산당으로 바꾸고 소련의 승인을 받아 정식으로 북조선공산당으로 창당하고 북조선공산당 제1비서 겸 책임비서에 선출되었다. 1946년 8월 조선신민당과 북조선로동당이 북조선로동당으로 합당하자 중앙위원회 검사위원장이 되었다. 1946년 9월 북조선로동당 중앙위원회 위원장 겸 중앙위원회 검열위원장을 맡아보았고, 평안남도인민위원회 위원으로 활동하였다. 그러나 1947년부터 위암에 걸려 병석에 누웠으며 1947년 9월 7일 위암으로 사망하였다. 장례식은 사회장으로 거행되고 장의위원장은 주영하가 선임되었으며 모란봉묘지에 안장되었다.

### 사후
그는 조선로동당의 창건자로서 후에 조선민주주의인민공화국이 수립되자 그를 추모하는 1951년 김용범혁명유자녀초등학원이 평양에 설립되었다.

## 같이 보기
- 북조선공산당
- 조선신민당
- 현준혁
- 주영하
- 김일성
- 김일
- 허가이

## 참고 자료
- 손동우 , 양권모, 《자유의 종을 난타하라:우리 역사를 바꾼 말ㆍ말ㆍ말 동학혁명에서 제2공화국까지 1894~1960》 (들녘, 2007)

| 전임 (당 창건) | 제1대 조선공산당 북조선분국 총비서 겸 제1비서 북조선공산당 총비서 겸 제1비서 1945년 10월 10일 - 1946년 8월 28일 | 후임 김두봉 (조선신민당과 통합) |